# Effet Zeeman

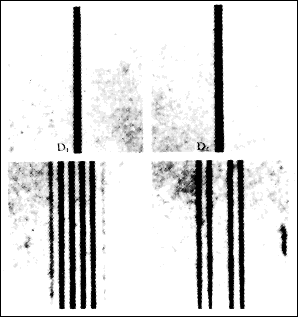
Photo de l'effet Zeeman, prise en 1896 par Pieter Zeeman.

L’effet Zeeman désigne la séparation d'un niveau atomique d'énergie défini d'un atome ou d'une molécule en plusieurs sous-niveaux d'énergies distinctes, sous l'effet d'un champ magnétique externe. Il y a donc levée de dégénérescence des niveaux énergétiques. L'effet s'observe aisément par spectroscopie : lorsqu'une source de lumière est plongée dans un champ magnétique statique, ses raies spectrales se séparent en plusieurs composantes. L'effet a été découvert par le physicien néerlandais Pieter Zeeman qui a reçu le prix Nobel de physique de 1902 pour cette découverte.

## Histoire
Michael Faraday pressentait l'influence des champs magnétiques sur le rayonnement lumineux, mais les faibles moyens de l'époque l'empêchèrent de le montrer. En 1896, Zeeman découvrit que les raies spectrales d'une source de lumière soumise à un champ magnétique possèdent plusieurs composantes, chacune d'elles présentant une certaine polarisation. Ce phénomène, appelé par la suite « effet Zeeman », confirma la théorie électromagnétique de la lumière.

## Phénomène
L'effet a pour origine la subdivision des niveaux d'énergie des atomes ou des molécules plongés dans un champ magnétique. Selon les conditions, les raies spectrales se divisent en un nombre impair de composantes (et l'effet est dit « normal », tel qu'il a été prévu par Zeeman et Lorentz) ou bien en un nombre pair (et l'effet est dit « anomal » — ou « anormal » par simplification lexicale). Le plus souvent, le champ magnétique n'est pas assez intense pour que les raies se subdivisent et alors on observe seulement leur élargissement. 
Par ailleurs, le clivage des niveaux d'énergie atomiques ou moléculaires s'accompagne d'une polarisation de la lumière émise (ou absorbée) lors des transitions entre niveaux différents. La nature et l'intensité de cette polarisation dépend de l'orientation du champ magnétique par rapport à l'observateur. Dans le cas d'un champ magnétique perpendiculaire à la ligne de visée, toutes les composantes sont polarisées linéairement, tandis que pour un champ magnétique orienté parallèlement à la ligne de visée la polarisation observée est circulaire. Alors que la mesure de l'élargissement des raies spectrales renseigne sur l'intensité du champ, l'analyse de la polarisation apporte donc des informations sur l'orientation du vecteur champ magnétique.

## Effet Zeeman normal
L'effet Zeeman normal peut être décrit à l'aide d'un modèle semi-classique. Cela signifie que l'on considère l'électron comme une particule, orbitant de façon classique autour du noyau. En revanche, le moment angulaire est quantifié.
L'électron sur son orbite de rayon r et de vitesse v représente donc un courant électrique I exprimé par :
{\displaystyle I=-e\cdot {\frac {v}{2\pi r}}}.
Ce courant génère un moment magnétique :
{\displaystyle {\vec {\mu _{l}}}=I\cdot {\vec {S}}=-ev{\frac {r}{2}}\cdot {\hat {n}}}.
Le vecteur {\displaystyle {\vec {S}}} est perpendiculaire à l'aire délimitée par l'électron sur son orbite et est égal au module de ladite aire.
Le moment magnétique peut aussi être exprimé à l'aide du moment cinétique (ou moment angulaire) de l'électron :
{\displaystyle {\vec {\mu _{l}}}=-{\frac {e}{2m_{e}}}\cdot {\vec {l}}}.
En effectuant une comparaison avec la définition du moment cinétique :
{\displaystyle {\vec {l}}={\vec {r}}\times {\vec {p}}=m_{e}\cdot r\cdot v\cdot {\hat {n}}}.
L'équation pour l'énergie potentielle dans un champ magnétique donne ({\displaystyle E_{\text{pot}}=-{\vec {\mu _{l}}}\cdot {\vec {B}}}):
{\displaystyle E_{\text{pot}}={\frac {e}{2m_{e}}}\cdot {\vec {l}}\cdot {\vec {B}}}
ce qui donne déjà la décomposition des raies spectrales.
Supposant que le champ magnétique pointe vers l'axe z, la quantification du moment cinétique ({\displaystyle l_{z}=m_{l}\cdot \hbar }) permet de simplifier l'équation :
{\displaystyle E_{\text{pot}}={\frac {e\cdot \hbar }{2m_{e}}}m_{l}\cdot B=\mu _{B}\cdot m_{l}\cdot B}
où {\displaystyle m_{l}} est le nombre quantique magnétique et {\displaystyle \mu _{B}} le magnéton de Bohr. Pour les niveaux d'énergie à l'intérieur de l'atome on a donc :
{\displaystyle E=E_{\text{Cinétique}}+E_{\text{Coulomb}}+\mu _{B}\cdot m_{l}\cdot B}
La décomposition ne dépend donc que du nombre magnétique.

## Applications en astrophysique
En astrophysique, une des premières applications de l'effet Zeeman a été la découverte, par George Ellery Hale en 1908, des champs magnétiques intenses associés aux taches solaires. Horace W. Babcock est parvenu en 1947 à étendre ce type de mesure sur des étoiles autres que le Soleil. Aujourd'hui, la mesure du champ magnétique solaire est effectuée quotidiennement, via l'effet Zeeman, par des instruments embarqués sur satellite (par exemple le satellite SoHO). En physique stellaire, des mesures similaires sont réalisées par les spectropolarimètres ESPaDOnS au Télescope Canada-France-Hawaï, et NARVAL au télescope Bernard Lyot du Pic du Midi de Bigorre. 
Par ailleurs, la mesure de l'effet Zeeman permet de calculer l'intensité des champs magnétiques de notre Galaxie.

## Applications en chimie
L'effet Zeeman est à la base des spectroscopies de résonance magnétique (nucléaire et électronique) qui permettent de détecter et caractériser les molécules dont les niveaux d'énergie sont affectés par les champs magnétiques, ce qui est souvent le cas dans les molécules organiques par exemple.